# Platja de Vidiago
La Platja de Vidiago, és una platja lineal, coneguda també com a  'Novales o Bretones'  (a causa que realment són dues platges que es comuniquen a través d'un sender i unes escales d'accés). És una platja de la parròquia de Vidiago en el concejo de Llanes, Astúries. S'emmarca a les platges de la Costa oriental d'Astúries, també anomenada Costa Verda Asturiana i és considerada paisatge protegit, des del punt de vista mediambiental (per la seva vegetació). Per aquest motiu està integrada, segons informació del Ministeri d'Agricultura, Alimentació i Medi ambient, en el Paisatge Protegit de la Costa Oriental d'Astúries.

## Descripción
La platja de Vidiago, com hem comentat abans, està formada per dues platges contínues separades entre si per un promontori. La que es coneix com a platja de Bretones oest, a la qual s'accedeix des de la localitat de Vidiago per un accés adequadament senyalitzat que acaba en un aparcament situat a la vora de la platja, abasta uns 60 metres de longitud i el seu llit està format per sorra i còdols. Per la seva banda, la coneguda com Bretones est, amb una longitud aproximada als 200 metres, presenta un llit de sorra i còdols, i presenta algun bloc de roca. En aquesta platja és on desemboca el riu Novales, d'aquí l'altre nom amb el qual es designa la platja (platja de Novales).
Molt a prop de la platja es troba el conegut Ídol de Penya Tú, i dels coneguts com Bufons d'Arenillas.
Posseeix pocs equipaments, encara que entre ells està el del servei de neteja i equip de salvament en època estival.